# Pinus maximartinezii
Pinus maximartinezii Rzed. – gatunek drzewa iglastego z rodziny sosnowatych (Pinaceae). Występuje w środkowym Meksyku, na południu stanu Zacatecas.

## Morfologia
PokrójDrzewo o szerokiej koronie, z nieregularnymi gałęziami.
PieńOsiąga 16 m wysokości, 40 cm średnicy. Kora blado brązowa i gładka u młodych drzew, z czasem łuskowata, szarobrązowa.
LiścieIgły osadzone po 5 na krótkopędach, niebieskozielone. Osiągają 6–12 cm długości, 0,8–1 mm grubości.
SzyszkiSzyszki żeńskie duże, zwisające, jajowato-cylindryczne, o długości 14–23(26) cm, szerokości 10–12 cm, po otwarciu 11–14 cm. Początkowo zielone, dojrzewając brązowieją. Ważą do 2 kg. Nasiona bardzo duże, o długości 22–26 mm, ze skrzydełkiem długości 1–2 mm.

## Biologia i ekologia

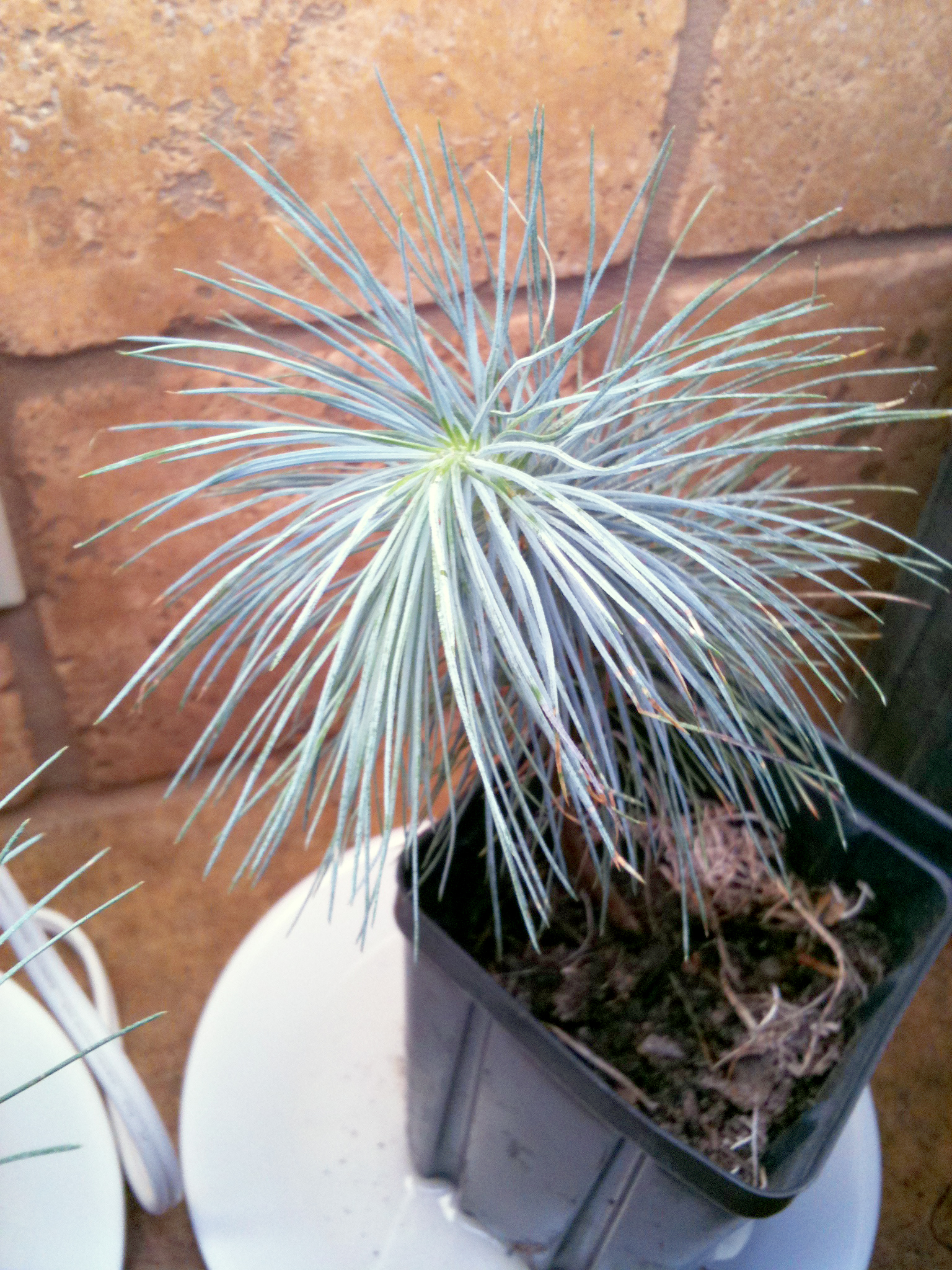
Pinus maximartinezii w uprawie doniczkowej

Drzewo wiatropylne. Szyszki nasienne dojrzewają w sierpniu, w 27 lub 28 miesięcy od zapylenia. Jedna wiązka przewodząca w liściu. Siewki wykształcają do 24 liścieni.
Jedyna populacja występuje w górskich suchych lasach na wysokości 1900–2200 m n.p.m..
Nasiona rozsiewane są przez ptaki.

## Systematyka i zmienność
Pozycja gatunku w obrębie rodzaju Pinus:
- podrodzaj Strobus
  - sekcja Parrya
    - podsekcja Cembroides
      - gatunek P. maximartinezii

Pinus maximartinezii jest najbliżej spokrewniona z Pinus pinceana i Pinus rzedowskii.

## Zagrożenia
Międzynarodowa organizacja IUCN przyznała temu gatunkowi kategorię zagrożenia EN (endangered), czyli jest gatunkiem zagrożonym, o wysokim ryzyku wymarcia w niedalekiej przyszłości.

## Zastosowanie
Jadalne nasiona były zbierane jako pożywienie i sprzedawane w Meksyku na lokalnym rynku. Szyszki są sprzedawane i używane w celach dekoracyjnych.